# Ramsjösjön, Hälsingland
Ramsjösjön är en sjö i Hudiksvalls kommun i Hälsingland och ingår i Delångersåns huvudavrinningsområde. Sjön har en area på 0,125 kvadratkilometer och ligger 97 meter över havet. Sjön avvattnas av vattendraget Ramman.

## Delavrinningsområde
Ramsjösjön ingår i det delavrinningsområde (686458-153536) som SMHI kallar för Utloppet av Ramsjösjön. Medelhöjden är 126 meter över havet och ytan är 3,53 kvadratkilometer. Räknas de 3 avrinningsområdena uppströms in blir den ackumulerade arean 18,52 kvadratkilometer. Ramman som avvattnar avrinningsområdet har biflödesordning 2, vilket innebär att vattnet flödar genom totalt 2 vattendrag innan det når havet efter 59 kilometer. Avrinningsområdet består mestadels av skog (79 procent). Avrinningsområdet har 0,12 kvadratkilometer vattenytor vilket ger det en sjöprocent på 3,5 procent.